# Pleurochaete
Pleurochaete là một chi rêu trong họ Pottiaceae.